# Jason Denayer
Jason Grégory Marianne Denayer (* 28. Juni 1995 in Brüssel) ist ein belgischer Fußballnationalspieler. Der Abwehrspieler spielte auch in England, Schottland und auf der arabischen Halbinsel.

## Karriere

### Im Verein
Denayer spielte u. a. in der Jugend des RSC Anderlecht. 2012 wechselte er in die Jugend von Manchester City. Mit der A-Jugend spielte Denayer u. a. in der UEFA Youth League. In der Saison 2013/14 kam er in der Premier League 2 zu ersten Einsätzen im Herrenbereich.
Am 12. August 2014 wechselte Denayer bis zum Ende der Saison 2014/15 auf Leihbasis zu Celtic Glasgow. Sein Debüt in der Scottish Premiership gab er am 16. August 2014 im Spiel gegen Dundee United. Vier Tage später kam er in den Playoffs der UEFA Champions League 2014/15 gegen den slowenischen Meister NK Maribor zum Einsatz. Die Schotten erreichten zwar ein 1:1 in Maribor, verloren dann aber das Heimspiel, bei dem er nicht eingesetzt wurde mit 0:1. Sie konnten dann aber in der Gruppenphase der  UEFA Europa League 2014/15 weiter spielen. Hier kam er in vier Spielen zum Einsatz und als Gruppenzweiter hinter dem FC Salzburg erreichten sie das Sechzehntelfinale gegen Inter Mailand. In der Nachspielzeit des Hinspiels in Glasgow gelang dem eingewechselten Schweden John Guidetti das Tor zum 3:3-Ausgleich gegen die Italiener. Das Rückspiel verloren sie dann durch ein Tor in der 88. Minute mit 0:1.
Zur Saison 2015/16 kehrte Denayer zunächst zu Manchester City zurück. Am ersten und dritten Spieltag stand er in den Partien gegen West Bromwich Albion und den FC Everton im Spieltagskader, wurde von Trainer Manuel Pellegrini jedoch nicht eingewechselt. Am 31. August 2015 wurde Denayer von Galatasaray Istanbul ausgeliehen und spielte mit dem deutschen Nationalspieler Lukas Podolski zusammen. Für Galatasaray Istanbul kam er zu 17 Einsätzen in der Süper Lig und wurde am Ende der Spielzeit türkischer Pokalsieger. In der UEFA Champions League 2015/16 wurde er in der Gruppenphase in vier Spielen eingesetzt. Die Türken belegten hinter Atlético Madrid und Benfica Lissabon den dritten Platz, der ihnen das Weiterspielen im Sechzehntelfinale der UEFA Europa League ermöglichte. Auch hier kam er in beiden Spielen gegen Lazio Rom zum Einsatz. Nach einem 1:1 im Heimspiel wurde das Rückspiel im Olympiastadion in Rom aber mit 1:3 verloren.
Zur Saison 2016/17 kehrte Denayer erneut zu Manchester City zurück. Am 31. August 2016 wurde er bis zum Saisonende an den AFC Sunderland ausgeliehen. Dort kam er zu 24 Ligaeinsätzen. Die Saison beendete er mit der Mannschaft auf dem letzten Tabellenplatz. Auch im Sommer 2017 kehrte Denayer zunächst wieder nach Manchester zurück. Am 31. August 2017 wurde er bis zum Ende der Saison 2017/18 erneut an Galatasaray Istanbul ausgeliehen. Am Ende der Saison wurde Denayer mit Galatasaray türkischer Meister.
Am 21. August 2018 unterschrieb Denayer einen Vierjahresvertrag beim französischen Verein Olympique Lyon. Nach Ablauf des Arbeitspapiers verließ er Lyon. Ende September 2022 nahm al-Ahli Dubai den Spieler unter Vertrag. Zur Saison 2023/24 wechselte er zum Al-Fateh SC.

### In der Nationalmannschaft
Denayer, der eine kongolesische Mutter und einen belgischen Vater hat, spielte im August 2013 erstmals für die belgische U-19-Mannschaft und nahm im Oktober 2013 mit ihr an der ersten Qualifikationsrunde für die U-19-Fußball-Europameisterschaft 2014 teil. Dabei kam er zu zwei Einsätzen und konnte als Sieger des Viererturniers in seiner Heimat U-20-Weltmeister Frankreich ausschalten. Beim Eliteturnier der zweiten Qualifikationsrunde in Portugal im Mai 2014 belegten die Belgier aber nur den dritten Platz hinter Gastgeber Portugal und Wales. Zwei Monate zuvor war er bereits erstmals in der U-21-Mannschaft in der Qualifikation für die U-21-EM 2015 eingesetzt worden, verlor aber gegen Serbien mit 0:3. Im letzten Spiel der Qualifikation im September 2014 beim 6:0 gegen Zypern erzielte er das Tor zum 2:0. Durch die Niederlage gegen Serbien hatten sie aber den direkten Vergleich gegen die Serben verloren und verpassten damit die Play-offs. Im November wurde er dann zum Freundschaftsspiel der A-Nationalmannschaft gegen Island eingeladen, saß aber nur auf der Bank. Zu seinem ersten Einsatz für die A-Elf kam er am 31. März 2015 beim EM-Qualifikationsspiel gegen Israel, als er in der 67. Minute eingewechselt wurde. Bei seinem zweiten Spiel am 7. Juni stand er im Freundschaftsspiel gegen Frankreich erstmals in der Startelf, wurde aber nach 85 Minuten aufgrund einer leichten Verletzung beim Stand von 4:1 für Leander Dendoncker ausgewechselt, der damit zu seinem ersten Länderspiel kam. In den darauf folgenden Minuten konnten die Franzosen noch zwei Tore erzielen. Fünf Tage später spielte er bei der 0:1-Niederlage gegen Wales in der EM-Qualifikation über 90 Minuten. Nach der erfolgreichen EM-Qualifikation wurde er in vier Freundschaftsspielen eingesetzt und dann als jüngster Belgier in das Aufgebot Belgiens für die Fußball-Europameisterschaft 2016 in Frankreich aufgenommen. Dort kam er aber erst im Viertelfinale für den verletzten Jan Vertonghen zum Einsatz, konnte diesen aber nicht gleichwertig ersetzen und Belgien verlor mit 1:3 gegen EM-Neuling Wales.
Zur Fußball-Europameisterschaft 2021 wurde er in den belgischen Kader berufen.

## Erfolge
Celtic Glasgow
- Schottischer Meister: 2015
- Schottischer Ligapokalsieger: 2015

Galatasaray Istanbul
- Türkischer Pokalsieger: 2016
- Türkischer Meister: 2017/18